# Rocco Clein
Rocco Clein (ur. 20 lipca 1968, zm. 1 lutego 2004) – niemiecki muzyk, prowadzący programy w telewizji muzycznej Viva Zwei. Był jednym z założycieli klubu fanów grupy Oasis. Zmarł z powodu krwawienia śródczaszkowego. Osierocił dwójkę dzieci.